# Erica euryphylla
Erica euryphylla là một loài thực vật có hoa trong họ Thạch nam. Loài này được R.C.Turner mô tả khoa học đầu tiên năm 2006.